# Газізова Карина Ринатівна
Газізова Карина Ринатівна (24 травня 1985, Ленінград) — аніматор, режисер, художник-постановник.

## Біографія
Народилася в Ленінграді 24 травня 1985 року.
Батько — відомий художник-мультиплікатор, режисер Газізов Ринат Загідуллович, мати — Газізова (Галютьова) Тетяна Олексіївна.
Переїхала разом з батьками до США, Лос-Анджелес у 17 років.
Навчалася в художній школі № 190(Санкт-Петербург, 1998—2002), «Laguna College of Art and Design» (Лос-Анжелес, США, 2004—2008), Gobelins School of the Image(Париж, Франція, 2010—2013)
У анімаційному кіно — з 1998 року, в дитинстві зробила декілька аматорських мультфільмів: «Том та Джеррі», «З Днем Народження», «Чорне та Біле»

## Фільмографія

### Режисер
- 2004 — Лінива пісня
- 2005 — Аляска
- 2006 — Перестарався
- 2007 — Моя улюблена домашня тваринка
- 2007 — Глобальне потеплення
- 2008 — Час рушати
- 2010 — Шарфік

### Нагороди
- 1999 — «ТАРУСА» Російський анімаційний фестиваль, Москва, Росія — Найсмішніший студентський Фільм, фільм «Том та Джери»,
- 2000 — «ZOIE» Анімаційний фестиваль, США — ПРИЗ, фільм «Том та Джері», «З Днем Народження»,
- 2001 — «GOLD FISH» Інтернаціональний Фестиваль Анімаційних Фільмів, Москва, Росія — Приз від журі, фільм «Любов та ведмеді»,
- 2002 — «GOLD FISH» Інтернаціональний Фестиваль Анімаційних Фільмів, Москва, Росія — Найкращий Дитячий Анімаційний Фільм, фільм «Неволяшка»,
- 2006 — «LCAD» фестиваль Лагуна коледж, Лагуна Біч, Каліфорнія — Найкраще шоу, фільм «Overshoot»,
- 2007 — «LCAD» фестиваль Лагуна коледж, Лагуна Біч, Каліфорнія — Найкраще шоу, фільм «My lovely pet»,
- 2008 — «LCAD» фестиваль Лагуна коледж, Лагуна Біч, Каліфорнія — Найкраще шоу, фільм «Time to go»,
- 2009 — «LCAD» фестиваль Лагуна коледж, Лагуна Біч, Каліфорнія — Найкращий Анімаційний Фільм, фільм «Шарфік»,
- 2010 — «Золотий орел» — Приз «Переможець», фільм «Шарфік»
- 2010 — Едгемар Короткометражний КіноФільм Фестиваль — Приз «Найкращий Фільм, Найкращий Режисер, Найкраща Операторська Робота», фільм «Шарфік»
- 2010 — Озеро Арроухед КіноФільм Фестиваль — Приз «Найкращий Анімаційний Фільм: Срібний приз», фільм «Шарфик»
- 2010 — Фоллбрук Кіно Фільм Фестиваль — Приз "Найкращий Анімаційний Фільм, фільм «Шарфік»,
- 2010 — Дельта ІнтернаціоналФілм та Відео Фестиваль — Приз "Найкращий Анімаційний Фільм, фільм «Шарфік»,
- 2010 — Да Вінчі КіноФильм Фестиваль — Приз "Найкраща Анімаційна Драма, фільм «Шарфік»,
- 2010 — Рено КіноФільм Фестиваль — Приз "Премія Вибору Аудиторії: Найкращий Анімаційний Фільм, фільм «Шарфік»,
- 2010 — Світова Музика та Незалежний Філм Фестиваль — Приз «Номінація: Найкращий Студентський Фільм, Найкращий Сценарій у Студентському Фільмі», фільм «Шарфік»
- 2010 — Аубурн інтер. Фільм Фестиваль для Дітей — Приз «ПРЕМІЯ ЧЕСТІ– Фіналіст», фільм «Шарфик»
- 2010 — Буддистський Кінофестиваль- Шрі Ланка — Приз «Переможець», фільм «Шарфік»
- 2010 — Сеул інт Фестиваль — Приз «Спеціальний Приз журі: Найкращий Студентський Короткий Фільм», фільм «Шарфік»
- 2011 — Ворлд Мьюзік енд Індепендент Філм Фестиваль — Приз "Найкращий Студентський Фільм, фільм «Шарфік»